# 梅香曲酒
梅香曲酒是吉林省遼源市西安区出产的一种白酒，源于1964年在旧烧锅原址上成立的辽源市第二酿酒厂。酒厂最初生产一般白酒，为提高质量，于1978年派员赴山西汾酒厂学艺，归来后研制出了清香型白酒，命名为“吉汾酒”，2010年被私企收购改制为民企，但改为先生产以高粱、大米、糯米、小麦和玉米为主料，经陈年老窖长年陈酿，量级勾兑而酿成的浓香型白酒以适市场之需，随后于2014年，恢复了清香型白酒的生产。